# Arthur Rosenzweig
Arthur Rosenzweig (27. März 1883 in Teplitz (heute Teplice), Böhmen – 2. Februar 1936 in Prag) war ein österreichischer Rabbiner.

## Leben
Nach dem Abitur am Friedrichs-Gymnasium Berlin studierte Arthur Rosenzweig, Sohn des Berliner Gemeinderabbiners und Historikers Adolf Aharon Rosenzweig (1850–1918) und seiner Ehefrau Anna geborene Zwirn, an der Universität zu Berlin und an der Lehranstalt für die Wissenschaft des Judentums. Im Jahr 1905 wechselte Arthur Rosenzweig an die Ruprecht-Karls-Universität Heidelberg, wo er 1907 mit der Dissertation Das Wohnhaus in der Mischna promoviert wurde. 
Danach wurde er Rabbiner in Schneidemühl. Von 1909 bis 1919 war er als Rabbiner der jüdischen Gemeinde in Aussig tätig. Zwischenzeitlich diente Arthur Rosenzweig als Feldrabbiner während des Ersten Weltkriegs.
Von 1920 bis 1922 war er zweiter Stadtrabbiner, zusammen mit Julius Cohn, und Bezirksrabbiner in Stuttgart. Von 1926 bis 1935 kehrte er als Rabbiner nach Schneidemühl zurück. In dieser Zeit war er Abgeordneter des Preußischen Landesverbandes jüdischer Gemeinden in Berlin und in weiteren jüdischen Organisationen tätig.
Ab 1935 bis zu seinem plötzlichen Tod war Arthur Rosenzweig an der Spanischen Synagoge in Prag tätig.
Aus der Ehe mit seiner Frau Grete entstammen zwei Söhne und eine Tochter.